# Diego Novoa
Diego Alejandro Novoa Urrego (Bogotá, D. C.; 31 de mayo de 1989) es un futbolista colombiano. Juega como arquero en Millonarios de la Categoría Primera A de Colombia.

## Carrera en clubes

### La Equidad

#### Inicios (1998-04)
Aunque tuvo un breve paso por Academia Compensar, en 1998 llegó al Club Deportivo La Equidad con 8 años de edad, realizando todo su proceso formativo en las divisiones menores del equipo asegurador.

#### Llegada al profesionalismo (2005-10)
Desde la temporada 2005 con tan solo 15 años de edad fue acercado al equipo profesional siendo el cuarto golero el club. Sin llegar a jugar pero haciendo parte de la nómina al estar inscrito frente a la Dimayor es campeón de la Categoría Primera B y de la Copa Colombia.
Novoa se mantuvo disputando como titular el reconocido Hexagonal del Olaya ganandolo en tres oportunidades y en los torneos Difutbol ganando siete torneos de la Liga de Fútbol de Bogotá, en todas sus categorías.
Más adelante, con su buena actuación en el Olaya el entrenador Alexis García lo comienza a tener en cuenta como suplente y lo puso a debutar a sus 20 años en la temporada 2009, donde solamente jugó ese año en la primera fecha del Torneo Apertura frente a Atlético Nacional en el Estadio Nemesio Camacho El Campin.
Tuvo un difícil camino para llegar a la titular puesto que por encima de él estaban arqueros consolidados como: Álvaro Solis, Carlos Bejarano (internacional 
con Guinea Ecuatorial) y Nelson Ramos (internacional con Colombia). Para la temporada 2010 llega el argentino German Caffa (reconocido por ser el único futbolista en haber jugado en las seis categorías del fútbol argentino) y no suma ni un solo minuto en liga, pero en Copa disputa algunos partidos.

#### Consolidación (2011-20)
Para la temporada 2011 empezó a ser conocido en el FPC disputando 22 partidos de Liga, en ese año fue figura llevando a La Equidad a la final contra Atlético Nacional, en dicho encuentro se destacó en los penales pero no le alcanzó para salir campeón.

"Duele perder el título así. Nos hicieron un gol en fuera de lugar... Para Nacional todo vale."
Declaración de Diego, tras perder la final del Torneo Apertura 2011 con Atlético Nacional.

Entre 2011 y 2020 disputa la posición con: Julián Mesa, Cristian Pinzón, Johan Silva, William Cuesta, Leandro Gelpi, Cristian Bonilla, Kevin Piedrahíta y Esteban Ruíz.
El 9 de febrero de 2017 marcaría su primer gol como profesional frente al Deportivo Pasto al empatar el partido marcándole de tiro libre al arquero Mosquera Marmolejo al minuto 87 del encuentro.
El 21 de abril de 2018 reaparecería como titular frente al Patriotas Boyacá luego de superar una grave lesión.
Terminado el Campeonato colombiano 2020 Novoa comunica que no continuará en el club luego de integrar el plantel profesional durante 15 temporadas. Además de ser el segundo jugador con más partidos disputados (270) siendo superado solo por Stalin Motta (500).

### América de Cali
Luego de estar más de 22 años en el equipo ‘asegurador’ llega a América de Cali, sumándose a Óscar Cabezas y Jerson Malagón como los refuerzos del rojo de Cali para el año 2021, temporada en la que alternó la titularidad con Joel Graterol; luego de la salida del arquero venezolano del club, Diego sería titular habitual hasta su salida del equipo a finales de 2023 por finalización de contrato.

### Millonarios
El 21 de diciembre de 2023, Diego cumple un sueño de infancia, ya que se anuncia su llegada al cuadro ‘embajador’ con un contrato inicialmente de un año, equipo del que públicamente es hincha.

"Finalmente llegó el día de vivir el sueño de infancia y de paso cumplir el de mi familia, verme vestido de azul"
Diego en una nota posterior a su presentación en Millonarios.

Al poco tiempo de su arribo al club y días después que da inicio la temporada 2024 para el mismo, logra levantar su primer trofeo, ganando la Superliga de Colombia desde el banco de suplentes ante Junior, el 25 de enero de 2024.
Su debut en el club se da el 11 de febrero de 2024 en un clásico de liga ante Atlético Nacional ingresando por Álvaro Montero al minuto 89’ de juego en medio de un ajetreado partido en el que los arqueros de ambos equipos salen expulsados; tras la expulsión y sanción de Montero en ese partido, quién era el habitual titular, a los cinco días hace su debut como inicialista ante Águilas Doradas también por liga, partido en el que deja caer unas cuantas lágrimas de sentimiento en medio de los himnos protocolarios previos al partido tras haber cumplido ‘el sueño del pibe’.

## Selección nacional
En 2019 fue preseleccionado entre los seis arqueros por el entrenador Carlos Queiroz para disputar la Copa América 2019. Al momento de da dar el listado definitivo de los tres goleros que fueron al certamen no fue convocado.
En enero de 2022 fue convocado por Reinaldo Rueda para un partido amistoso de la selección de fútbol de Colombia contra Honduras en Estados Unidos.
| 1       | Real Cartagena | 4-1 | 13 de enero de 2022 | Amistoso | Sí |
| Mayores |                |     |                     |          |    |
| 1       | Honduras       | 2-1 | 16 de enero de 2022 | Amistoso | No |

## Estadísticas

### Clubes
Actualizado al último partido disputado el 8 de agosto de 2025.
| Club                       | Div.          | Temporada     | Liga | Liga | Liga | Liga | Copas nacionales | Copas nacionales | Copas nacionales | Copas nacionales | Copas internacionales | Copas internacionales | Copas internacionales | Copas internacionales | Total | Total | Total | Total | Media goles |
| Club                       | Div.          | Temporada     | PJ   | G    | GR   | Imb. | PJ               | G                | GR               | Imb.             | PJ                    | G                     | GR                    | Imb.                  | PJ    | G     | GR    | Imb.  | Media goles |
| -------------------------- | ------------- | ------------- | ---- | ---- | ---- | ---- | ---------------- | ---------------- | ---------------- | ---------------- | --------------------- | --------------------- | --------------------- | --------------------- | ----- | ----- | ----- | ----- | ----------- |
| La Equidad · Colombia      | 2.ª           | 2005          | 0    | 0    | 0    | 0    | Inexistentes     | Inexistentes     | Inexistentes     | Inexistentes     | Inexistentes          | Inexistentes          | Inexistentes          | Inexistentes          | 0     | 0     | 0     | 0     | 0.0         |
| La Equidad · Colombia      | 2.ª           | 2006          | 0    | 0    | 0    | 0    | Inexistentes     | Inexistentes     | Inexistentes     | Inexistentes     | Inexistentes          | Inexistentes          | Inexistentes          | Inexistentes          | 0     | 0     | 0     | 0     | 0.0         |
| La Equidad · Colombia      | 1.ª           | 2007          | 0    | 0    | 0    | 0    | Inexistentes     | Inexistentes     | Inexistentes     | Inexistentes     | Inexistentes          | Inexistentes          | Inexistentes          | Inexistentes          | 0     | 0     | 0     | 0     | 0.0         |
| La Equidad · Colombia      | 1.ª           | 2008          | 0    | 0    | 0    | 0    | Desconocido      | Desconocido      | Desconocido      | Desconocido      | Inexistentes          | Inexistentes          | Inexistentes          | Inexistentes          | 0     | 0     | 0     | 0     | 0.0         |
| La Equidad · Colombia      | 1.ª           | 2009          | 1    | 0    | 0    | 1    | Desconocido      | Desconocido      | Desconocido      | Desconocido      | 0                     | 0                     | 0                     | 0                     | 1     | 0     | 0     | 1     | 0.0         |
| La Equidad · Colombia      | 1.ª           | 2010          | 0    | 0    | 0    | 0    | Desconocido      | Desconocido      | Desconocido      | Desconocido      | Inexistentes          | Inexistentes          | Inexistentes          | Inexistentes          | 0     | 0     | 0     | 0     | 0.0         |
| La Equidad · Colombia      | 1.ª           | 2011          | 22   | 0    | -19  | 9    | 0                | 0                | 0                | 0                | 0                     | 0                     | 0                     | 0                     | 22    | 0     | -19   | 9     | 0.86        |
| La Equidad · Colombia      | 1.ª           | 2012          | 8    | 0    | -14  | 1    | 3                | 0                | -2               | 1                | 1                     | 0                     | -2                    | 0                     | 12    | 0     | -18   | 2     | 1.5         |
| La Equidad · Colombia      | 1.ª           | 2013          | 33   | 0    | -33  | 15   | 3                | 0                | -1               | 2                | 6                     | 0                     | -5                    | 3                     | 42    | 0     | -39   | 20    | 0.93        |
| La Equidad · Colombia      | 1.ª           | 2014          | 37   | 0    | -44  | 8    | 7                | 0                | -5               | 3                | Inexistentes          | Inexistentes          | Inexistentes          | Inexistentes          | 44    | 0     | -49   | 11    | 1.11        |
| La Equidad · Colombia      | 1.ª           | 2015          | 12   | 0    | -13  | 4    | 6                | 0                | -5               | 2                | Inexistentes          | Inexistentes          | Inexistentes          | Inexistentes          | 18    | 0     | -18   | 6     | 1           |
| La Equidad · Colombia      | 1.ª           | 2016          | 28   | 0    | -38  | 7    | 2                | 0                | 0                | 2                | Inexistentes          | Inexistentes          | Inexistentes          | Inexistentes          | 30    | 0     | -38   | 9     | 1.27        |
| La Equidad · Colombia      | 1.ª           | 2017          | 8    | 1    | -9   | 2    | 0                | 0                | 0                | 0                | Inexistentes          | Inexistentes          | Inexistentes          | Inexistentes          | 8     | 1     | -9    | 2     | 1.13        |
| La Equidad · Colombia      | 1.ª           | 2018          | 24   | 0    | -15  | 15   | 5                | 0                | -1               | 4                | Inexistentes          | Inexistentes          | Inexistentes          | Inexistentes          | 29    | 0     | -16   | 19    | 0.55        |
| La Equidad · Colombia      | 1.ª           | 2019          | 32   | 0    | -34  | 8    | 2                | 0                | -4               | 1                | 8                     | 0                     | -8                    | 3                     | 42    | 0     | -46   | 12    | 1.1         |
| La Equidad · Colombia      | 1.ª           | 2020          | 20   | 0    | -18  | 6    | 2                | 0                | -5               | 0                | Inexistentes          | Inexistentes          | Inexistentes          | Inexistentes          | 22    | 0     | -23   | 6     | 1.05        |
| La Equidad · Colombia      | Total club    | Total club    | 225  | 1    | -237 | 76   | 30               | 0                | -23              | 15               | 15                    | 0                     | -15                   | 6                     | 270   | 1     | -275  | 97    | 1.02        |
| América de Cali · Colombia | 1.ª           | 2021          | 15   | 0    | -15  | 4    | 5                | 0                | -6               | 1                | 0                     | 0                     | 0                     | 0                     | 20    | 0     | -21   | 5     | 1.05        |
| América de Cali · Colombia | 1.ª           | 2022          | 20   | 0    | -29  | 6    | 0                | 0                | 0                | 0                | 0                     | 0                     | 0                     | 0                     | 20    | 0     | -29   | 6     | 1.45        |
| América de Cali · Colombia | 1.ª           | 2023          | 27   | 0    | -29  | 10   | 1                | 0                | -3               | 0                | Inexistentes          | Inexistentes          | Inexistentes          | Inexistentes          | 28    | 0     | -32   | 10    | 1.14        |
| América de Cali · Colombia | Total club    | Total club    | 62   | 0    | -73  | 20   | 6                | 0                | -9               | 1                | 0                     | 0                     | 0                     | 0                     | 68    | 0     | -82   | 21    | 1.21        |
| Millonarios · Colombia     | 1.ª           | 2024          | 9    | 0    | -11  | 1    | 1                | 0                | -1               | 0                | 0                     | 0                     | 0                     | 0                     | 10    | 0     | -12   | 1     | 1.2         |
| Millonarios · Colombia     | 1.ª           | 2025          | 4    | 0    | -3   | 1    | 1                | 0                | -1               | 0                | 0                     | 0                     | 0                     | 0                     | 5     | 0     | -4    | 1     | 0.8         |
| Millonarios · Colombia     | Total club    | Total club    | 13   | 0    | -14  | 2    | 2                | 0                | -2               | 0                | 0                     | 0                     | 0                     | 0                     | 15    | 0     | -16   | 2     | 1.07        |
| Total carrera              | Total carrera | Total carrera | 287  | 1    | -310 | 96   | 36               | 0                | -32              | 16               | 15                    | 0                     | -15                   | 6                     | 338   | 1     | -357  | 118   | 1.06        |

### Selección nacional
| Selección            | Año               | Amistosos | Amistosos | Copa América | Copa América | Copa Mundial | Copa Mundial | Eliminatorias Mundialistas | Eliminatorias Mundialistas | Total | Total |
| Selección            | Año               | Part.     | Goles     | Part.        | Goles        | Part.        | Goles        | Part.                      | Goles                      | Part. | Goles |
| -------------------- | ----------------- | --------- | --------- | ------------ | ------------ | ------------ | ------------ | -------------------------- | -------------------------- | ----- | ----- |
| Colombia Mayores "B" |                   |           |           |              |              |              |              |                            |                            |       |       |
| 2022                 | 1                 | 0         | --        | --           | --           | --           | --           | --                         | 1                          | 0     |       |
| Total                | 1                 | 0         | 0         | 0            | 0            | 0            | 0            | 0                          | 1                          | 0     |       |
| Colombia Mayores     |                   |           |           |              |              |              |              |                            |                            |       |       |
| 2022                 | 0                 | 0         | --        | --           | --           | --           | --           | --                         | 0                          | 0     |       |
| Total                | 0                 | 0         | 0         | 0            | 0            | 0            | 0            | 0                          | 0                          | 0     |       |
| Total en Colombia    | Total en Colombia | 1         | 0         | 0            | 0            | 0            | 0            | 0                          | 0                          | 1     | 0     |

### Goles anotados
| #  | Fecha                | Torneo          | Partido                         | Jugada     | Arquero rival      |
| -- | -------------------- | --------------- | ------------------------------- | ---------- | ------------------ |
| 1. | 9 de febrero de 2017 | Torneo Apertura | La Equidad 1- 0 Deportivo Pasto | Tiro libre | Mosquera Marmolejo |

### Penaltis atajados
| Penaltis atajados de Diego Novoa | Penaltis atajados de Diego Novoa | Penaltis atajados de Diego Novoa | Penaltis atajados de Diego Novoa | Penaltis atajados de Diego Novoa | Penaltis atajados de Diego Novoa | Penaltis atajados de Diego Novoa | Penaltis atajados de Diego Novoa |
| #                                | Fecha                            | Torneo                           | Equipo                           | Equipo adv.                      | Cobrador                         | Min.                             | Ref.                             |
| -------------------------------- | -------------------------------- | -------------------------------- | -------------------------------- | -------------------------------- | -------------------------------- | -------------------------------- | -------------------------------- |
| 1.                               | 18 de junio de 2011              | Final Primera A                  | La Equidad                       | Atlético Nacional                | Macnelly Torres                  | Tanda de Penaltis                | [ 6 ]                            |
| 2.                               | 20 de octubre de 2013            | Primera A                        | La Equidad                       | Patriotas Boyacá                 | José Luis Tancredi               | '                                | [ 7 ]                            |
| 3.                               | 13 de abril de 2014              | Primera A                        | La Equidad                       | Independiente Medellín           | Germán Cano                      | '                                | [ 8 ]                            |
| 4.                               | 5 de marzo de 2016               | Primera A                        | La Equidad                       | Deportivo Pasto                  | Michael Ordóñez                  | 35'                              | [ 9 ]                            |
| 5.                               | 9 de mayo de 2018                | Copa Colombia                    | La Equidad                       | Alianza Petrolera                | Desconocido                      | Tanda de Penaltis                | [ 10 ]                           |
| 6.                               | 9 de mayo de 2018                | Copa Colombia                    | La Equidad                       | Alianza Petrolera                | Desconocido                      | Tanda de Penaltis                | [ 10 ]                           |
| 7.                               | 9 de mayo de 2018                | Copa Colombia                    | La Equidad                       | Alianza Petrolera                | Desconocido                      | Tanda de Penaltis                | [ 10 ]                           |
| 8.                               | 9 de mayo de 2018                | Copa Colombia                    | La Equidad                       | Alianza Petrolera                | Desconocido                      | Tanda de Penaltis                | [ 10 ]                           |
| 9.                               | 16 de abril de 2019              | Copa Sudamericana                | La Equidad                       | Independiente FBC                | Bendrix Parra                    | '                                | [ 11 ]                           |
| 10.                              | 3 de agosto de 2019              | Primera A                        | La Equidad                       | Deportivo Cali                   | Juan Dinenno                     | 30'                              | [ 12 ]                           |
| 11.                              | 20 de agosto de 2019             | Copa Sudamericana                | La Equidad                       | Atlético Mineiro                 | Juan Cazares                     | 67'                              | [ 13 ]                           |
| 12.                              | 24 de octubre de 2020            | Primera A                        | La Equidad                       | Deportivo Pasto                  | Andrey Estupiñán                 | 48'                              | [ 14 ]                           |
| 13.                              | 16 de diciembre de 2021          | Primera A                        | América de Cali                  | Millonarios                      | Daniel Ruiz                      | 26'                              | [ 15 ]                           |
| 14.                              | 13 de enero de 2022              | Amistoso                         | Selección Colombia Mayores "B"   | Real Cartagena                   | Desconocido                      | '                                | [ 16 ]                           |
| 15.                              | 8 de octubre de 2024             | Copa Colombia                    | Millonarios                      | Atlético Bucaramanga             | Freddy Hinestroza                | Tanda de Penaltis                |                                  |

## Palmarés

### Campeonatos nacionales
| Título                | Club        | Año  |
| --------------------- | ----------- | ---- |
| Categoría Primera B   | La Equidad  | 2006 |
| Copa Colombia         | La Equidad  | 2008 |
| Superliga de Colombia | Millonarios | 2024 |